# Telegram (2015.)
Telegram je hrvatski tjednik za politiku i kulturu koji je izlazio od 2015. do 2016. godine.

## Povijest
Telegram je pokrenut 2015. godine, prvo kao portal, a zatim 20. lipnja iste godine kao tiskano tjedno izdanje. Od Telegrama (1960. – 1973.) preuzeo je ime i logotip i format s opsegom stranica od 42 centrimetra. Od 2015. godine izlazi u nakladi kuće Adriatic Media d.o.o., koja u kolovozu 2015. godine mijenja ime u Telegram media grupa. 
Po podatcima čitanosti mjerodavnog istraživanja MEDIApuls što ga redovito provodi agencija Ipsos-Puls, Telegram je u srpnju 2015. godine bio najčitaniji politički tjednik u Hrvatskoj.
Tiskano tjedno izdanje Telegrama prestalo je izlaziti potkraj svibnja 2016.
Telegram je nastavio djelovati kao portal, u znatnoj mjeri orijentiran istraživačkom novinarstvu.

## Glavni urednici
- Igor Alborghetti (2015. – 2016.)

## Kolumnisti, komentatori i suradnici
- Ivan Lovrenović, književnik
- Tena Štivičić, dramaturginja
- Božo Kovačević, sociolog
- Snješka Knežević, povjesničarka
- Dragan Markovina, povjesničar
- Goran Vojnović, književnik
- Juan Antonio Giner, medijski teoretičar i urednik
- Nenad Fabijanić, profesor arhitekture
- Marin Kuzmić, publicist

## Vanjske poveznice
- Telegram